# S/2003 J 4
S/2003 J 4 är en av Jupiters månar. Den upptäcktes 2003 av en grupp astronomer vid University of Hawaii. S/2003 J4 är cirka 2 kilometer i diameter och roterar kring Jupiter på ett avstånd av cirka 23 930 000 kilometer.
S/2003 J 4 har ännu inte fått något officiellt namn.